# Аполлон-14
«Аполлон-14» (англ. Apollo 14) — американський пілотований космічний корабель серії космічних кораблів «Аполлон», на якому була здійснена третя висадка людей на Місяць.
Для командного модуля астронавти обрали позивний «Кітті Хок» (місце, де здійснили свій перший політ на літаку брати Райт), для місячного модуля — «Антарес» (зоря в сузір'ї Скорпіона, яку астронавти мали спостерігати під час посадки на Місяць.
Мета польоту — висадка на Місяць з проведенням досліджень більшого обсягу, ніж у попередній висадці «Аполлон-12».
Шепард і Мітчелл пробули на Місяці 33 години і майже 30 хвилин (5–6.02.1971). Було здійснено два виходи на поверхню, перший тривав 4 години 47 хвилин, другий — 4 години 35 хвилин. на Землю було доставлено 42 кг місячної породи. Астронавти пройшли Місяцем приблизно 4 км. Найбільше віддалення від місячного модуля — 1450 м.
Здійснювалися фотографування та кінозйомка на поверхні Місяця, установка на поверхні наукових приладів, дослідження локальних магнітних полів з допомогою портативного магнітометра, фотографування поверхні Місяця з селеноцентричної орбіти — найперше району кратера Декарт — планованого місця висадки експедиції «Аполлон-16», відбулося падіння на Місяць останнього ступеня ракети-носія.

## Екіпаж

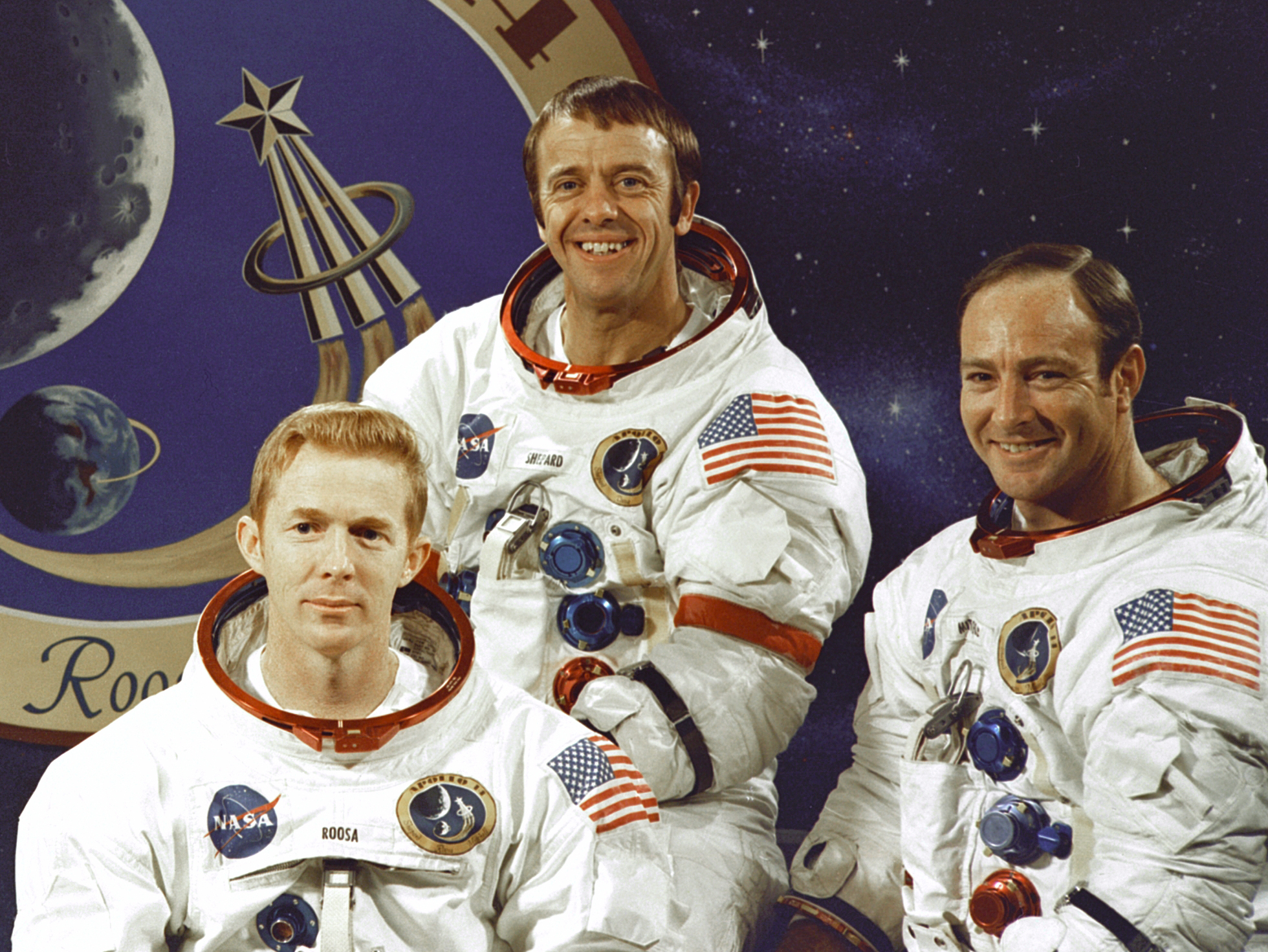
Екіпаж «Аполлон-14»: Стюарт Руса, Алан Шепард, Едгар Мітчелл зліва направо.

- Командир — Алан Шепард
- Пілот командного модуля — Стюарт Руса
- Пілот місячного модуля — Едгар Мітчелл

### Дублерний екіпаж
- Командир — Юджин Сернан
- Пілот командного модуля — Роналд Еванс
- Пілот місячного модуля — Джозеф Генрі

### Запасний екіпаж

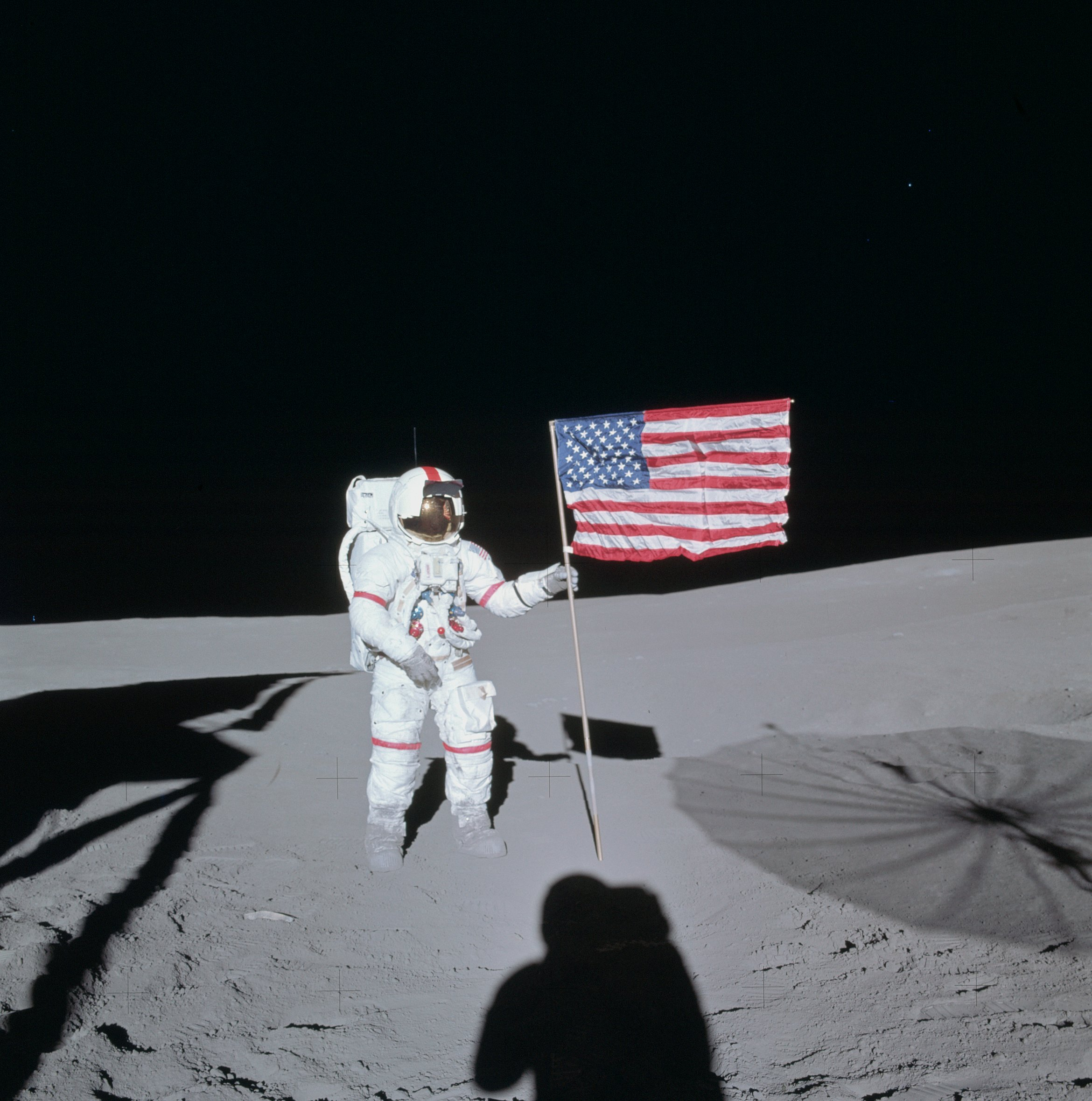
Алан Шепард на поверхні Місяця.

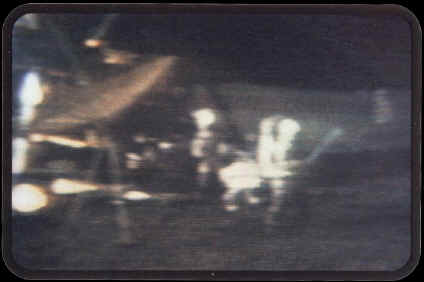
Телевізійний кадр показує Алана Шепарда, що грає в гольф на Місяці.

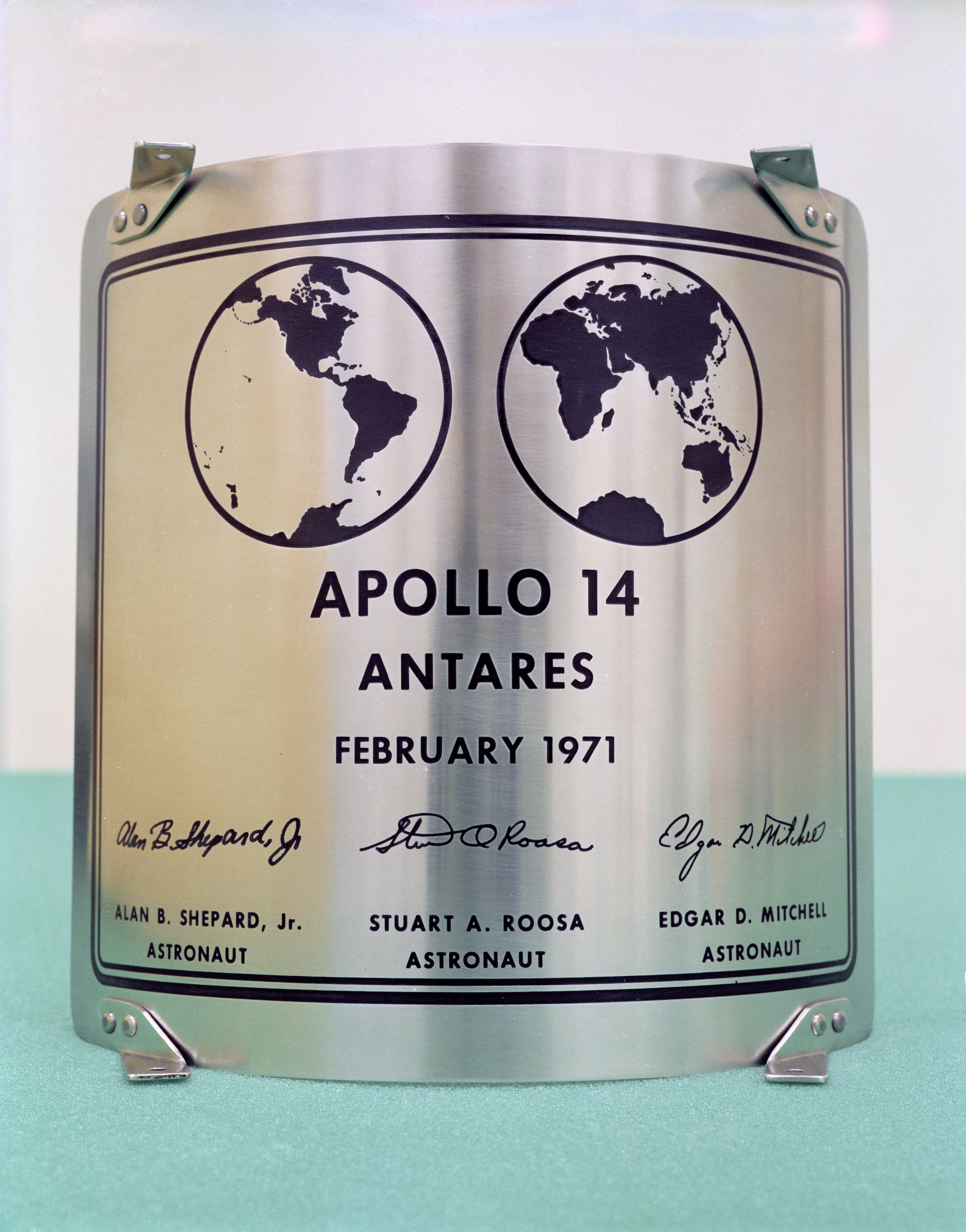
Зображення таблички, залишеної на Місяці.

- Командир — Брюс Маккендлес
- Пілот командного модуля — Вільям Поуг
- Пілот місячного модуля — Чарлз Фуллертон

## Опис
Апарат складався з триступеневої ракети-носія «Сатурн V» AS-509 (ступені S-IC, S-II і S-IVB), відсіку приладів, Місячного модуля (LM-8), корабля «Аполлон-11» («Блок II» № 110) у складі Командного і Службового модулів, системи аварійного порятунку на старті.

## Політ
Загальна тривалість польоту становила 9 діб 00 годин 01 хвилину 58 секунд.

### Старт
Старт відбувся 31 січня 1971 року о 21:03:00 GMT з комплексу 39A на мисі Канаверал
Ракета-носій вивела корабель на геоцентричну орбіту, близьку до розрахункової.

### Політ до Місяця
На третій годині польоту двигун останнього ступеня ракети-носія було включено вдруге, що вивело ступень з кораблем на траєкторію польоту до Місяця.
На початку четвертої години польоту почалася перебудова відсіків, що тривали приблизно дві години (у попередніх польотах приблизно 25 хвилин). Стикування командного модуля з місячним модулем, який перебував на останньому ступені ракети-носія, вдалося з шостої спроби (при попередніх польотах виконувалося 9 стикувань і всі — з першої спроби).
На 3-тю добу польоту була виконана корекція траєкторії і планова перевірка бортових систем місячного модуля.
На 83-й годині польоту корабель вийшов на початкову селеноцентричну орбіту, близьку до розрахункової. В кінці цієї ж години останній ступінь ракети-носія впав на Місяць. Падіння зареєстрував сейсмометр, встановлений екіпажем корабля «Аполлон-12», було виконано глибинне зондування Місяця.

### Посадка на Місяць

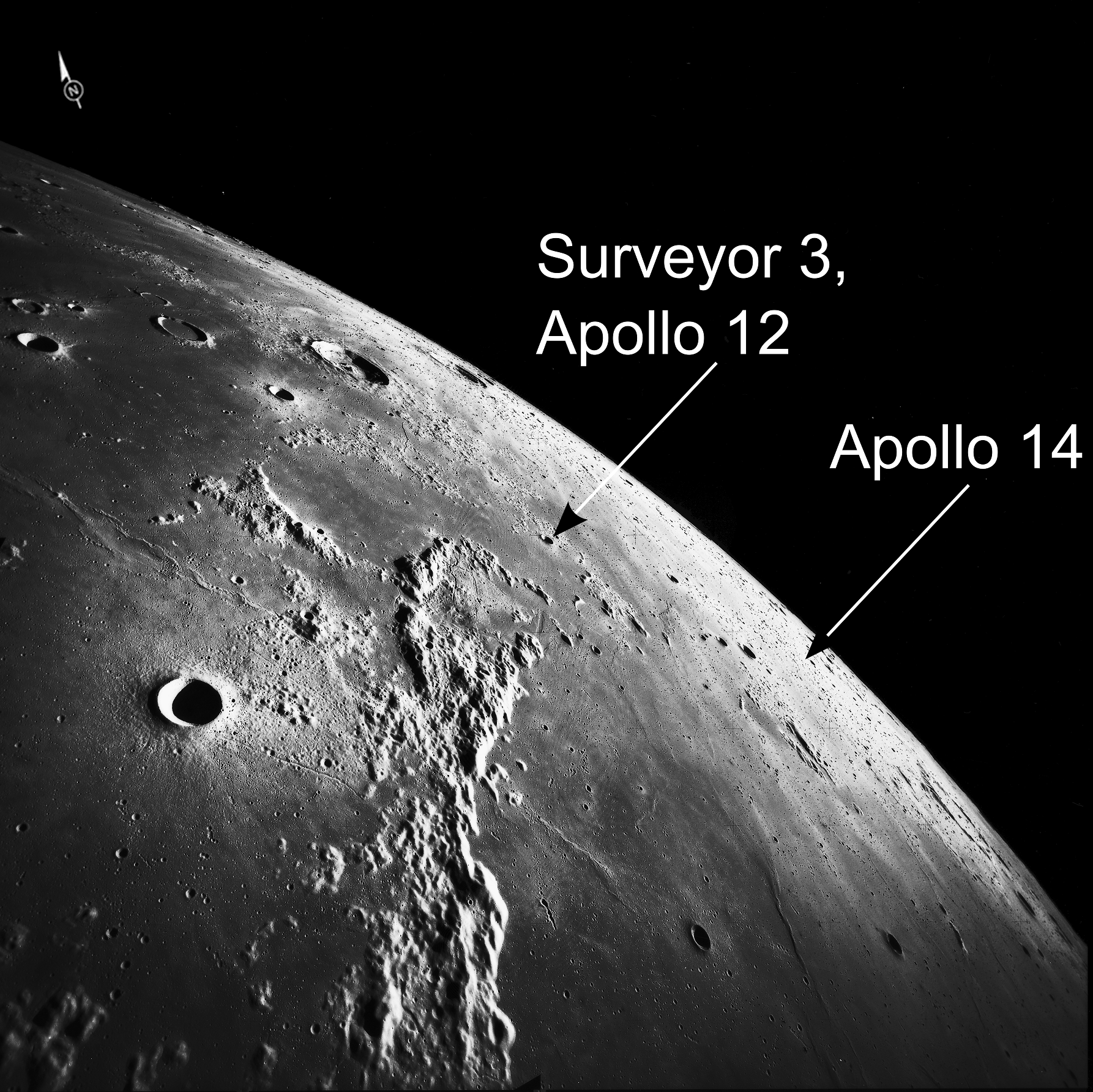
Місця посадки «Сервеєра-3», «Аполлона-12» та «Аполлона-14».

Двигун посадкового ступеня місячного модуля було включено о 108:42:29 польотного часу. Протягом перших 26 секунд польоту місячного модуля Шепард вручну підтримував тягу двигуна на рівні 10 %, а потім перевів її в режим максимальної тяги, після чого почалася штатна автоматична програма посадки.
На висоті 10 км радіолокатор мав «схопити» поверхню Місяця, однак цього не відбулося. Якби цього не сталося до висоти 3 км, то від посадки треба було відмовлятися. Мітчелл кілька разів виключив-включив локатор і на висоті 8 км локатор спрацював.
Посадка на Місяць відбулася 5 лютого 1971 року о 9:18:13 секунд GMT. Бортовий час посадки 108:55. Місячний модуль опустився на майданчик з нахилом вісім градусів. Як стверджував Шепард, вільних майданчиків на ділянці посадки не спостерігалося взагалі.
Приземлення на Місяці в районі кратера Фра Мауро (де планувалася посадка космічної експедиції «Аполлон-13») в точці з координатами 3,6733° пн. ш. і 17,4653° зх. д. практично в запланованому місці з нахилом близько 7°. Місце посадки — перетята місцевість в материковій частині Місяця. Попередні експедиції сідали на Місяць в районі морів.
На посадку залишилося запасів палива на приблизно 70 секунд роботи двигуна попри зависання в пошуках рівного майданчика.

### Перебування на Місяці
Перший вихід на поверхню. Першим на поверхню Місяця зійшов Шепард за бортовим часом 114:31. При цьому він вимовив: «Це був довгий час, але ось ми тут». Менше ніж за 5 хвилин на поверхню Місяця вийшов Мітчелл. Астронавти оглянули ділянку посадки. Було помітне «вимивання» ґрунту під дією факела двигуна при посадці.
У перший вихід, на 118 годині експедиції було виконано експеримент з підриванням зарядів на поверхні Місяця. Прилади були встановлені на ґрунті, а поверхнею було прокладено кабель з геофонами. Мітчелл пройшов вздовж кабелю і виконав підривання піротехнічних зарядів. Він здійснив 18 спроб, спусковий механізм спрацював тільки 13 разів.
Провадилися зйомки телекамерою на штативі. Були зібрані зразки місячних порід.
Вихід тривав 4 години 47 хвилин
Другий вихід на поверхню. Була включена телекамера на штативі, встановлена ззовні — на поверхні Місяця. Через 5 хвилин на поверхню спустився Шепард, через 3 хвилини після нього — Мітчелл. Астронавти навантажили необхідне обладнання на візок і попрямували до найближчого кратера. Під час першої зупинки взяли проби ґрунту з глибини 45 см. Заглибити пробовідбірну трубку на повну довжину (110 см) не вдалося — заважали міцні породи. Астронавти досягли кратера Коун і вийшли на його схил, нахил якого становив близько 18 градусів. При переговорах було чути важке дихання астронавтів, крім того, вони плуталися в орієнтирах. У скафандрі Шепарда був зареєстрований невеликий витік кисню.
Астронавтам керівники польоту з Землі наказали взяти зразки білих на колір каменів і повертатися до місячного модуля найкоротшим шляхом. О 135:32 польотного часу астронавти досягли місячного модуля.
Перед входом до модуля Мітчелл метнув, як спис, штангу довжиною 1,5 м. Шепард витяг декілька кульок для гольфу, які були взяті з Землі за дозволом керівників польоту і користуючись пристосуванням, подібним до ключки, метнув їх кілька разів як при грі в гольф.
Мітчелл увійшов до місячного модуля о 136:07 польотного часу. Шепард — за десять хвилин.
Вихід тривав 4 години 29 хвилин.
Астронавти зібрали 23 кг зразків.
На посадковому ступені місячного модуля була змонтована відеокамера, яка включалася з Землі. З її допомогою були зняті астронавти, що поверталися з кратера Коун. Однак касету з плівкою з цієї камери астронавти забули витягти, вона залишилася на Місяці.
Після закінчення другого виходу, астронавти розгерметизували кабіну місячного модуля і у відкритий люк викинули непотрібні предмети.

### Політ до Землі
Старт місячного модуля з Місяця відбувся на 143-й годині польоту.
Стикування злітного ступеня місячного модуля і командного модуля вдалася з першої спроби і була здійснена на 145-й годині польоту. Зближення було зняте з командного модуля Стюартом Русою і передавалося телебаченням. Шепард і Мітчелл після чистки пилососом скафандрів і предметів відсіку екіпажу місячного модуля перейшли до командного відсіку.
На 147-й годині польоту було скинуто злітний ступінь місячного модуля, що впав на Місяць за 70 км від місця посадки корабля «Аполлон-14» і за 115 км від місця посадки корабля «Аполлон-12». Коливання, викликані падінням, реєструвалися сейсмометрами, встановленими екіпажами цих кораблів, протягом приблизно 1,5 години. Вважають, що при падінні ступеня утворився кратер довжиною 20 метрів, шириною 2 метри і глибиною 1 метр.
На 150-й годині польоту, під час 35-го оберту навколо Місяця, був включений основний двигун, який перевів корабель на траєкторію польоту до Землі.
На 173-й годині почалися технологічні експерименти. Одночасно відбувся телесеанс з Землею.
Відокремлення відсіку екіпажу від службового відсіку відбулося на 216-й годині польоту.

### Приводнення
Приводнення відбулося 9 лютого 1971 року о 21:05:04 GMT, у Тихому океані, у точці з координатами 27,2° пн. ш., 172,40° зх. д. за 6,4 км від вертольотоносця «Нью Орлеан».
Вертоліт доставив екіпаж корабля на борт авіаносця через 49 хвилин після приводнення.

## Основні результати польоту
- Відновлено престиж американської космічної програми, що похитнувся після аварії корабля «Аполлон-13».

- Продемонстрована надійність і ефективність ракетно-космічного комплексу «Сатурн V5 — Аполлон».

- Продемонстровано переваги, які дає пряме дослідження астронавтами Місяця на противагу дослідженням за допомогою місяцеходів.

- Почали ставитися і виконуватися переважно не технічні, а наукові задачі польоту. Шепарду було 47 років, що показало — в цьому віці можна сміливо перебувати в програмах дослідження Місяця і нарівні з усіма виконувати задачі. Під час польоту ніхто з астронавтів не вживав ліки.